# Drosophila funebris
Drosophila funebris é uma espécie de mosca da fruta. Foi originalmente descrita por Johan Christian Fabricius, em 1787, e colocada no gênero Musca, mas agora é a espécie-tipo do gênero parafilético Drosophila.